# Tools of the Trade
Tools of the Trade ist eine EP der englischen Extrem-Metal-Band Carcass. Sie wurde im Juni 1992 von Earache Records veröffentlicht und erschien während der laufenden Gods of Grind-Tournee, um für die Fans der Gruppe die Wartezeit zwischen dem 1991er Album Necroticism – Descanting the Insalubrious und dem 1993er Nachfolgealbum Heartwork zu überbrücken.

## Wissenswertes
Die vier Stücke der EP wurden im Rahmen der Aufnahmen zu Necroticism – Descanting the Insalubrious aufgenommen. Das Titellied war bislang unveröffentlicht, Incarnated Solvent Abuse stammt vom vorhergehenden Studioalbum und die zwei übrigen Lieder sind Neuaufnahmen älterer Songs der Gruppe. Pyosisified (Rotten to the Gore) stammt vom Debütalbum Reek of Putrefaction und Hepatic Tissue Fermentation II ist eine Neueinspielung eines Liedes, das Carcass für die 1989 erschienene Kompilation Pathological aufgenommen hatte. Zum Titellied wurde ein Musikvideo gedreht. Jason Birchmeier von Allmusic sieht die Stücke der EP in der Tradition von Necroticism. Carcass entwickle sich mit den Neueinspielungen weiter vom Grindcore weg hin zu strukturierteren Stücken mit Tempowechseln statt Blastbeats, sodass die EP das Bindeglied zwischen Necroticism und dem melodischen Heartwork sei. Wegen seiner Kürze sei es eine echte Alternative zur epischen Länge des 1991er Studioalbums.
Die Originalversion der EP ist mittlerweile nicht mehr erhältlich, die Lieder waren auf mehreren Wiederveröffentlichungen der Band als Bonustracks enthalten, so auf der 2003er Version von Necroticism und auf der 1996 erstmals erschienenen Best of Wake Up and Smell the ... Carcass.

## Titelliste
- Tools of the Trade – 3:07
- Incarnated Solvent Abuse – 4:45
- Pyosisified (Rotten to the Gore) – 3:10
- Hepatic Tissue Fermentation II – 6:37